# Cornelis Mol
Cornelis Mol (Wijdenes, 8 april 1902 – aldaar, 19 december 1968) was een Nederlands politicus.
Hij werd geboren als zoon van Heertje Mol (1873-1937; veehouder) en Aaltje Veld (1885-1944). Bij zijn geboorte was zijn moeder nog maar 16 jaar. In 1904 verhuisde het gezin naar Berkhout waar zijn vader melkcontroleur was geworden. Na het behalen van zijn mulo-diploma ging hij werken op de gemeentesecretarie van Purmerend waarna hij in 1924 overstapte naar de gemeentesecretarie van Schagen waar hij het zou brengen tot eerste ambtenaar en gemeente-ontvanger. In 1928 trouwde hij met Anna Marijtje Roggeveen (*1906); dochter van de gemeentesecretaris van Schagen. Begin 1936 volgde zijn benoeming tot burgemeester van zijn geboorteplaats Wijdenes. In 1941 werd hij daarnaast waarnemend burgemeester van Schellinkhout als tijdelijke opvolger van de kort daarvoor overleden burgemeester Jan Palenstijn. Begin 1945 werd J. Bakker waarnemend burgemeester van Wijdenes en Schellinkhout. Na de bevrijding keerde Mol terug en in november van dat jaar werd hij de burgemeester van Schellinkhout. In 1967 ging hij met pensioen en anderhalf jaar later overleed hij, na een hartaanval, op 66-jarige leeftijd.

## Onderscheidingen
- Ridder in de Orde van Oranje Nassau.[1]